# Charles Joseph Bonaparte
Charles Joseph Bonaparte (/ˈboʊnəpɑːrt/; 9 de junio de 1851 - 28 de junio de 1921) fue un abogado y activista político estadounidense de causas progresistas y liberales. Originario de Baltimore, Maryland, sirvió en el gabinete del 26º presidente de los Estados Unidos, Theodore Roosevelt.
Bonaparte fue el secretario de marina de los Estados Unidos y más tarde fiscal general. Durante su mandato como procurador general, creó la Oficina de Investigaciones, que más tarde creció y se expandió en la década de 1920 bajo la dirección de J. Edgar Hoover, como Oficina Federal de Investigaciones (FBI, por sus siglas en inglés), nombre adoptado en 1935. Bonaparte era sobrino nieto del emperador francés Napoleón I.
Bonaparte fue uno de los fundadores, y durante un tiempo, presidente de la Liga Nacional Municipal. También fue un activista durante mucho tiempo por los derechos de los residentes negros de su ciudad.